# 尼沙瓦灣

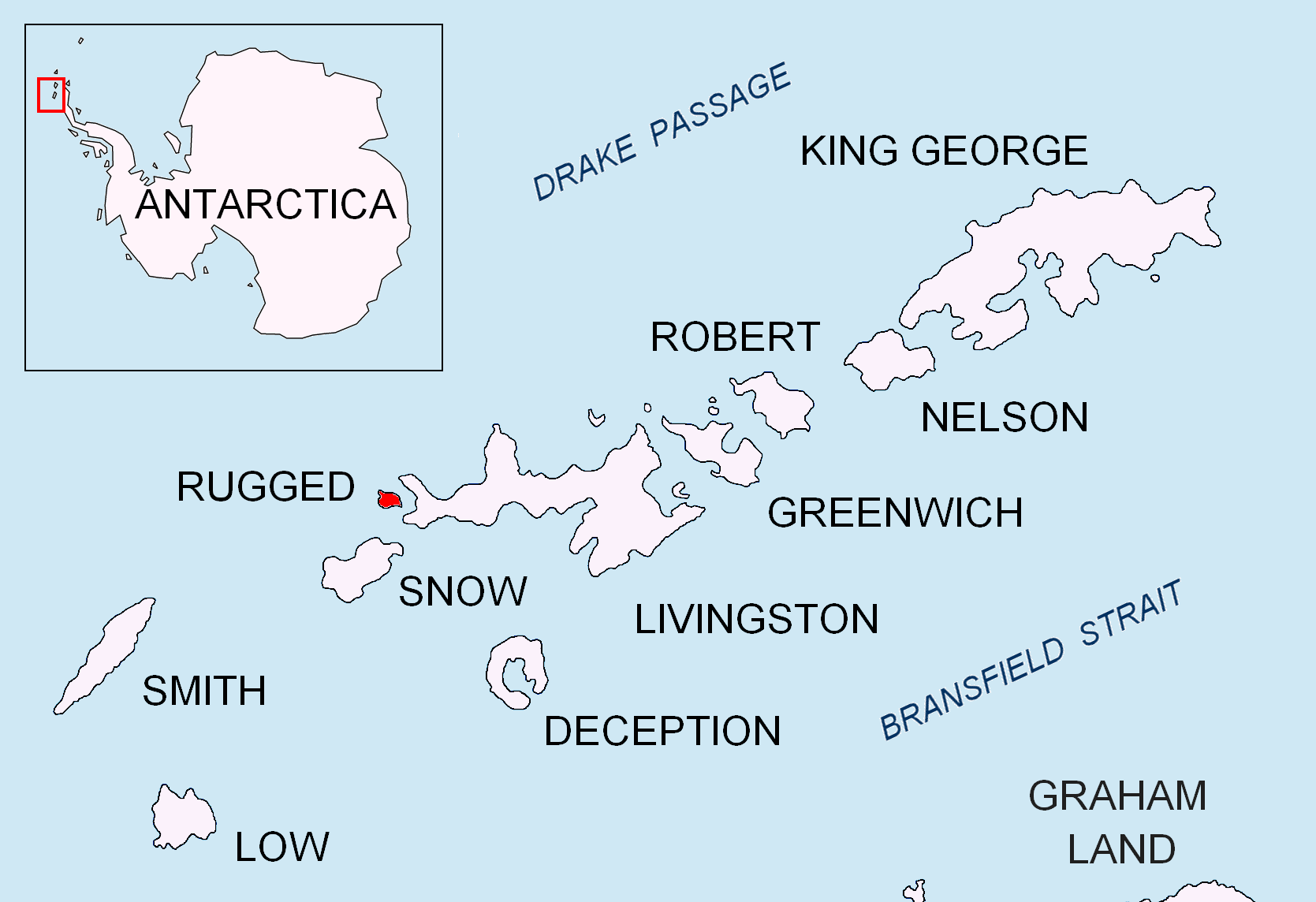

尼沙瓦灣（Nishava Cove），是南極洲的海灣，位於南設得蘭群島的拉吉德島北岸，東面是奇普羅夫齊角，西面是謝菲爾德角，長1公里、寬1.33公里，以保加利亞西部河流命名，現時由南極條約體系管理。
62°37′05″S 61°16′40″W / 62.61806°S 61.27778°W